# لوكوموتيف صوفيا
نادي لوكوموتيف 1929 صوفيا لكرة القدم (بالبلغارية: Професионален 1929 Футболен Клуб Локомотив София)‏ نادي كرة قدم بلغاري من العاصمة صوفيا، الذي ينافس حاليا في دوري الدرجة الرابعة البلغاري، بعد أن تم رفض ترخيص المشاركة في البطولات الأوروبية بسبب الديون غير المدفوعة بعد موسم 2014 -2015.
تأسس النادي في 2 سبتمبر 1929 من قبل مجموعة من عمال سكة حديد تحت اسم النادي الرياضي للسكك الحديدية (RSC). ملعب النادي هو ملعب لوكوموتيف صوفيا، الذي يتسع لـ22،000 متفرج، فاز لوكوموتيف ببطولة الدوري البلغاري أربع مرات وكأس بلغاريا أربع مرات.

## وصلات خارجية
- الموقع الرسمي (بالبلغارية)